# Parabrachiella triglae
Parabrachiella triglae is een eenoogkreeftjessoort uit de familie van de Lernaeopodidae. De wetenschappelijke naam van de soort is voor het eerst geldig gepubliceerd in 1860 door Claus.